# Protolab MiSu
PMPV MiSu — это шестиколёсный миностойкий плавающий бронетранспортёр финского производства, разработанный для Сил обороны Финляндии в качестве возможной замены бронетранспортёров XA-180. Первая версия была выпущена в 2015 году, а опытное производство началось в 2017 году. Он был разработан с учетом простоты эксплуатации, простой конструкции и низких затрат на техническое обслуживание. Внешний вид и конфигурация PMPV Misu аналогичны большинству колёсных MRAP. Является полностью амфибийным.

## Разработка
В 2009 году компания Protolab Oy начала проектировать прототип бронетранспортёра, предназначенного для замены XA-180, используемых финской армией. В 2015 году первая машина была отправлена на полевые испытания. В декабре 2017 года Силы обороны Финляндии заказали 4 серийные машины.
Прозвище автомобиля «MiSu» произошло от финского названия «Mi ina Su ojattu» (Миностойкий), а «PMPV» означает «защищённое многоцелевое транспортное средство». Основная надстройка в основном изготавливается из броневой стали толщиной от 6 до 12 мм, усиленной подкладкой Exote. Днище усилено для противоминной защиты, передние окна пуленепробиваемые. Автомобиль имеет колёсную формулу 6×6, полный привод и хорошо едет по бездорожью. Может преодолевать подъёмы до 60%.
Бронетранспортёры производятся на заводе Toijala Works в городе Акаа, Финляндия.

## Страны-эксплуатанты
- Финляндия: Сухопутные войска[3]